# Sara Lindborg
Sara Lindborg (Falun, 30 novembre 1983) è un'ex fondista svedese.

## Biografia
In Coppa del Mondo ha esordito il 21 febbraio 2004 a Umeå (63ª), ha ottenuto il primo podio il 17 dicembre 2006 a La Clusaz (2ª) e la prima vittoria il 22 novembre 2009 a Beitostølen.
In carriera ha preso parte a un'edizione dei Giochi olimpici invernali, Soči 2014 (16ª nella 10 km, 39ª nella 30 km, 18ª nello skiathlon), e a due dei Campionati mondiali (16ª nella 30 km a Sapporo 2007 il miglior risultato).

## Palmarès

### Coppa del Mondo
- Miglior piazzamento in classifica generale: 26ª nel 2014
- 4 podi (tutti a squadre):
  - 1 vittoria
  - 2 secondi posti
  - 1 terzo posto

#### Coppa del Mondo - vittorie
| Data             | Località    | Nazione  | Spec.                                                 |
| ---------------- | ----------- | -------- | ----------------------------------------------------- |
| 22 novembre 2009 | Beitostølen | Norvegia | 4x5 km (con Anna Olsson, Anna Haag e Charlotte Kalla) |

#### Coppa del Mondo - competizioni intermedie
- 1 podio di tappa:
  - 1 vittoria

##### Coppa del Mondo - vittorie di tappa
| Data           | Località                   | Nazione | Competizione | Disciplina  |
| -------------- | -------------------------- | ------- | ------------ | ----------- |
| 3 gennaio 2014 | Cortina d'Ampezzo/Dobbiaco | Italia  | Tour de Ski  | 15 km TL PU |

Legenda

PU = inseguimento

TL = tecnica libera